# Wakaso Mubarak
Wakaso Mubarak uváděný i jako Wakasu Mubarak (* 25. července 1990, Tamale, Ghana) je ghanský fotbalový záložník a reprezentant.

## Reprezentační kariéra
V roce 2012 debutoval za ghanský národní tým.
Reprezentoval na Mistrovství světa ve fotbale hráčů do 17 let 2005 a na Africkém poháru národů 2013, kde vstřelil čtyři branky a skončil na druhém místě v tabulce střelců (Emmanuel Emenike z Nigérie skóroval také čtyřikrát, ale vždy ze hry, kdežto Wakaso Mubarak dal tři góly z penalty).
Zúčastnil se MS 2014 v Brazílii, kde Ghana skončila se ziskem jediného bodu na posledním čtvrtém místě v základní skupině G.
Zúčastnil se mj. Afrického poháru národů 2015 v Rovníkové Guineji, kde Ghana získala stříbrné medaile po finálové porážce v penaltovém rozstřelu s Pobřežím slonoviny.